# Francesco Acerbo
Francesco Acerbo, o Acerbi (Nocera Terinese, 1606 – Napoli, 7 marzo 1690), è stato un poeta e gesuita italiano.

## Biografia
Entrato nell'Ordine dei Gesuiti nel 1624, si dedicò alla composizione di opere poetiche in latino, producendosi in esametri, epitaffi, elegie, epigrammi e canti religiosi.

### Opere
- Prolusiones de philosophia, de iure civile, de medica facultate, de theologia, de phisica, de logica, et aliae Ms 480 dal "Catálogo de manuscritos de la Biblioteca Universitaria de Salamanca a nome di Marcello di Lauro S.I., Francesco Acerbo S.I., Francesco Zaccone S.I. et alii
- Aegro corpori a Musa solatium, 1666
- Polypodium Apollineum, Napoli, 1674
- Deiparae Virgini Rosarum Areolae, 1680